# Джонні-Мнемонік (фільм)
«Джонні Мнемонік» (англ. Johnny Mnemonic) — канадсько-американський фантастичний фільм 1995 року, знятий Робертом Лонго за однойменним оповіданням Вільяма Гібсона. Сценарій до фільму написав сам Вільям Гібсон. Головну роль у фільмі виконав Кіану Рівз. Фільм і оповідання вважаються класичним твором в жанрі кіберпанку; в ньому демонструється типовий для жанру антиутопічний технократичний світ, де панують корпорації, а високі технології пронизують повсякденне життя.
Головний герой, Джонні, працює мнемоніком — кур'єром. Він перевозить важливу інформацію на імплантованому в його мозок чипі. Чип використовує частину пам'яті мозку і тому Джоні не пам'ятає свого дитинства. Джонні мріє заробити достатньо грошей на операцію з відновлення пам'яті і нарешті згадати, хто він є насправді.

## Сюжет
У 2021 році інтернет повсюдно проник у життя, але має дегенеративний ефект — «синдромом згасання нервів». Великі корпорації Східній Азії контролюють передачу даних в інтернеті, тому є популярними «мнемонічні кур'єри» чи «мнемоніки», що переносять цінні відомості у власному мозку. Джонні Сміт — один з таких кур'єрів, який надає свої послуги в Пекіні. Він має імплантат у мозку для завантаження даних, під які виділено 80 ГБ. Це приносить великі гроші, але виділена пам'ять припадає на спогади про дитинство, якого Джонні тепер не може згадати. Його мрія — заробити достатньо, щоб видалити імплантат. Замовник Ральф доручає Джонні вивезти з Пекіну інформацію, викрадену в корпорації «Фармаком», і доставити її в місто Нью-арк, штат Нью-Джерсі. Джонні, знехтувавши небезпекою, завантажує собі 320ГБ. В нього лишається три доби до того як «синдромом згасання нервів» уб'є його, якщо не пройти спеціальну процедуру.
Клієнти Джонні, група вчених, використовують три кадри зі звичайного відео як ключ шифрування. Проте якудза, найняті «Фармаком», убивають їх, а Джонні ледве вдається втекти з Пекіна. Керівник «Фармаком» на ім'я Такахаші наказує якудза доставити йому заморожену голову мнемоніка. Однак очільник якудза, Шінджі, хоче привласнити дані. Дізнавшись про це, Такахаші наймає проповідника Карла, щоби той добув голову Джонні раніше. Невдовзі найманці схоплюють Джонні й мало не вбивають. Мнемоніку вдається втекти і врятувати кібернетично посиленого чоловіка Джей-Боуна, котрий слідом рятує його. Джей-Боун каже, що вони тепер нічого не винні одне одному. Повернувшись до Ральфа, Джонні, однак, потрапляє в нову пастку, бо Ральф насправді був у змові з якудза.
Джонні збираються відрізати голову, коли його рятує Джейн із банди Джей-Боуна. Вона вимагає винагороду за порятунок, але Джонні запевняє її, що інформація в його мозку дуже цінна, тож якщо Джейн допоможе її доставити, він заплатить більше. Вона дає Джонні шолом і рукавиці віртуальної реальності, з допомогою яких мнемонік входить до інтернету. Бажаючи дізнатись що за дані він несе, Джонні знаходить в інтернеті знайомого хакера. Той визначає, що вони пов'язані з «Фармаком» і призначалися якомусь Джонсу, але Шінджі розшукує мнемоніка і той мусить тікати, наостанок побачивши обличчя незнайомої жінки. Ця ж жінка, що є засновницею «Фармаком» Анною, намагається переконати Такахаші не переслідувати мнемоніка.
Джейн веде Джонні на зустріч з лікарем Спайдером, аби той терміново видалив імплантат, інакше Джонні скоро помре. Проте дорогою в Джейн стається напад синдрому. Джонні тягне її до Спайдера, котрий стверджує, що дані в його мозку — це інформація про ліки проти синдрому, створені Аною, котра померла в 2015 році, але її свідомість було оцифровано. «Фармаком» не хоче оприлюднювати існування ліків, аби наживатися на тимчасових засобах. Без ключа шифрування Спайдер не може врятувати Джонні. Вилікувавши Джейн, Спайдер пропонує Джонні вирушити до іншого лікаря, яким виявляється сам Спайдер, лише в іншому підпільному шпиталі. Джонні не довіряє йому й тікає, але тут же його знаходить Карл. Хоча Джонні з Джейн вдається втекти, Карл убиває Спайдера.
Джей-Боун доставляє втікачів до Джонса, котрий був жертвою урядових експериментів. Тепер він використовує свої імплантати, щоб втручатися в телеканали в усьому світі та закликати до боротьби проти влади корпорацій. На подив Джонні, Джонс виявляється дельфіном-кіборгом, через якого Джей-Боун розсилає свої заклики. Обчислювальні можливості дельфіна можуть вирахувати ключ шифрування до даних мнемоніка.
Такахаші зі своїми людьми вривається на базу повстанців, але там його застрелює Шінджі. Джонні вдається відібрати в Шінджі його лазерний батіг та убити. Тим часом на базу пробирається Карл, мало не вбивши Джейн. Тоді Джейн користується ультразвуком дельфіна, щоб спалити імплантати Карла, через що проповідник гине. Такахаші починає стирати Анну з серверів, вона встигає тільки звернутися до Джонні з проханням розшифрувати дані. Джонні погоджується підімкнутися до Джонса, дельфін розшифровує дані, а останнім кадром виявляється обличчя Анни. Джей-Боун втручається в телеефір в усьому світі, транслюючи слайди з даними.
Джонні виявляє, що тепер може згадати дитинство і що він син Анни. Поки він оговтується, Джейн та інші повстанці спостерігають як штаб-квартиру «Фармаком» спалює розгніваний натовп.

## Ролі
- Кіану Рівз — Джонні Мнемонік
- Діна Меєр — Джейн
- Ice-T — Джей-Боун
- Такесі Кітано — Такахаші
- Деніс Акіяма — Шінджі
- Дольф Лундгрен — Карл Гоніг, вуличний проповідник
- Генрі Роллінз — Спайдер
- Барбара Зукова — Анна Кальман
- Удо Кір — Ральфі
- Трейсі Твід — Прітті
- Фалконер Абрахам — Йомамма
- Шеррі Міллер — секретар Такахаші

## Факти
- В 1995 році Террі Бісоном була написана новелізація на сценарії Вільяма Гібсона.